# Three Horses Beer
Three Horses Beer (besser bekannt als THB (in französischer Aussprache)) ist ein Lagerbier, welches seit 1958 von der Star-Brauerei in Madagaskar gebraut wird. Es gilt als Nationalbier und ist eines von zwei einheimischen Bieren mit landesweiter Verbreitung. Das zweite ist Skol, hergestellt von der Nouvelle Brasserie de Madagascar (NBM). Die beiden anderen madagassischen Biere Queen's sind kaum und Gold mittelmäßig verbreitet.
Neben Madagaskar wird THB auch auf Mayotte, Réunion und den Komoren vertrieben. Mittlerweile gibt es auch Importeure in der Schweiz und Frankreich.
Es wird in kleinen 0,33l und großen 0,65l Braunglasflaschen in ganz Madagaskar, auch in kleineren Läden, verkauft. Eine Exportversion von THB gibt es in 0,33l Aludosen. Neben dem überwiegend verkauften Pilsener mit 5,4 % Alkoholgehalt gibt es THB auch als „Lite“ und „Fresh“ mit 1 % sowie „Special“ mit 6,2 % Alkoholgehalt.
Die Brauerei ist Sponsor der madagassischen Fußballliga, der THB Champions League.
Das Logo zeigt drei Pferde in Anlehnung an das Bier der holländischen Brauerei "Brouwerij Drie Hoefijzers", das bis 1968 gebraut wurde.

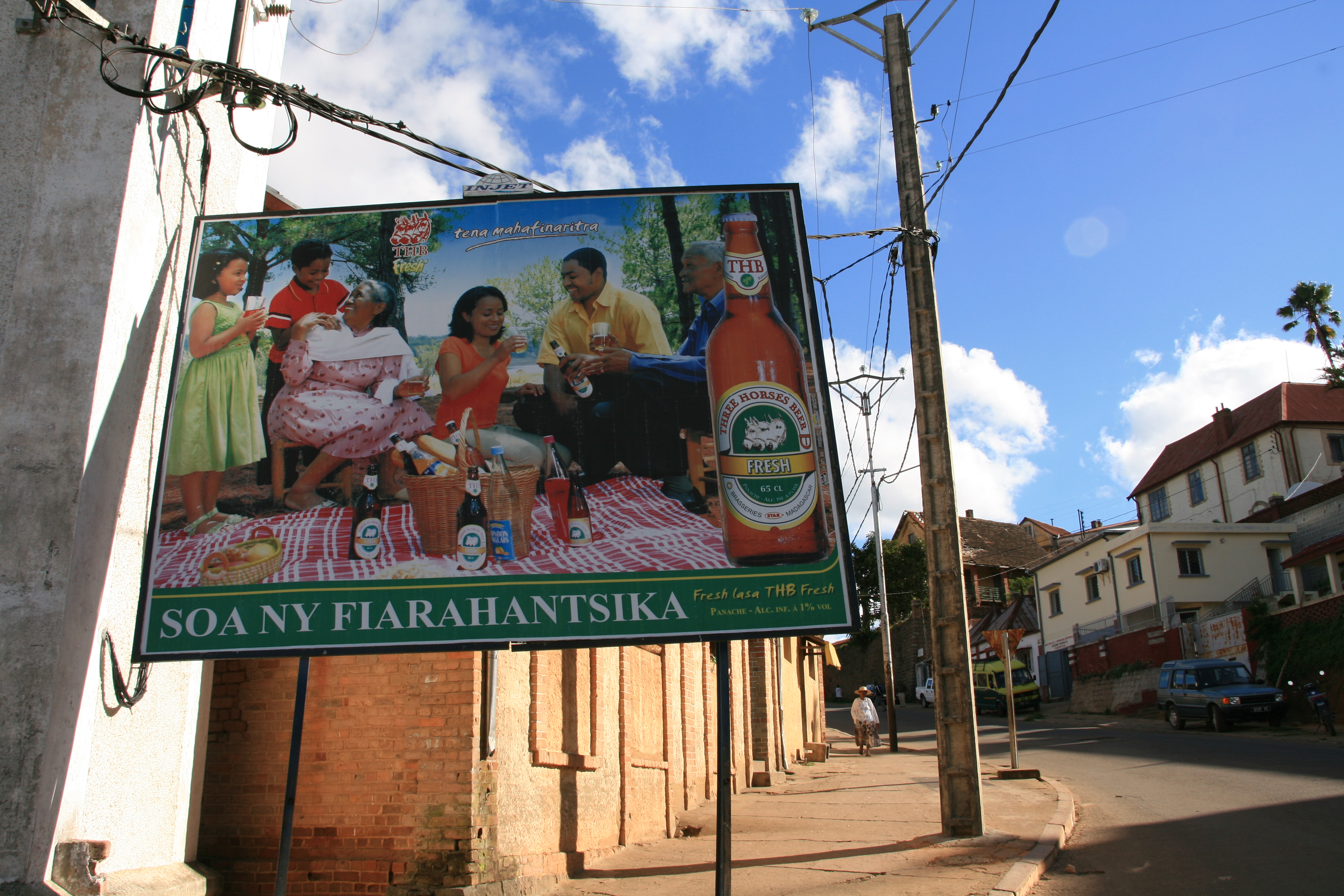
THB Werbung in Fianarantsoa
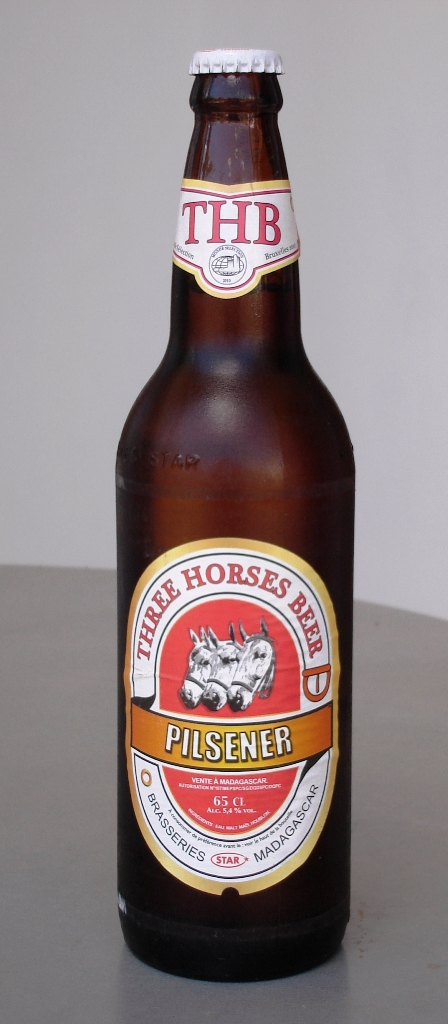
0,65 l Flasche der Sorte „Pilsener“
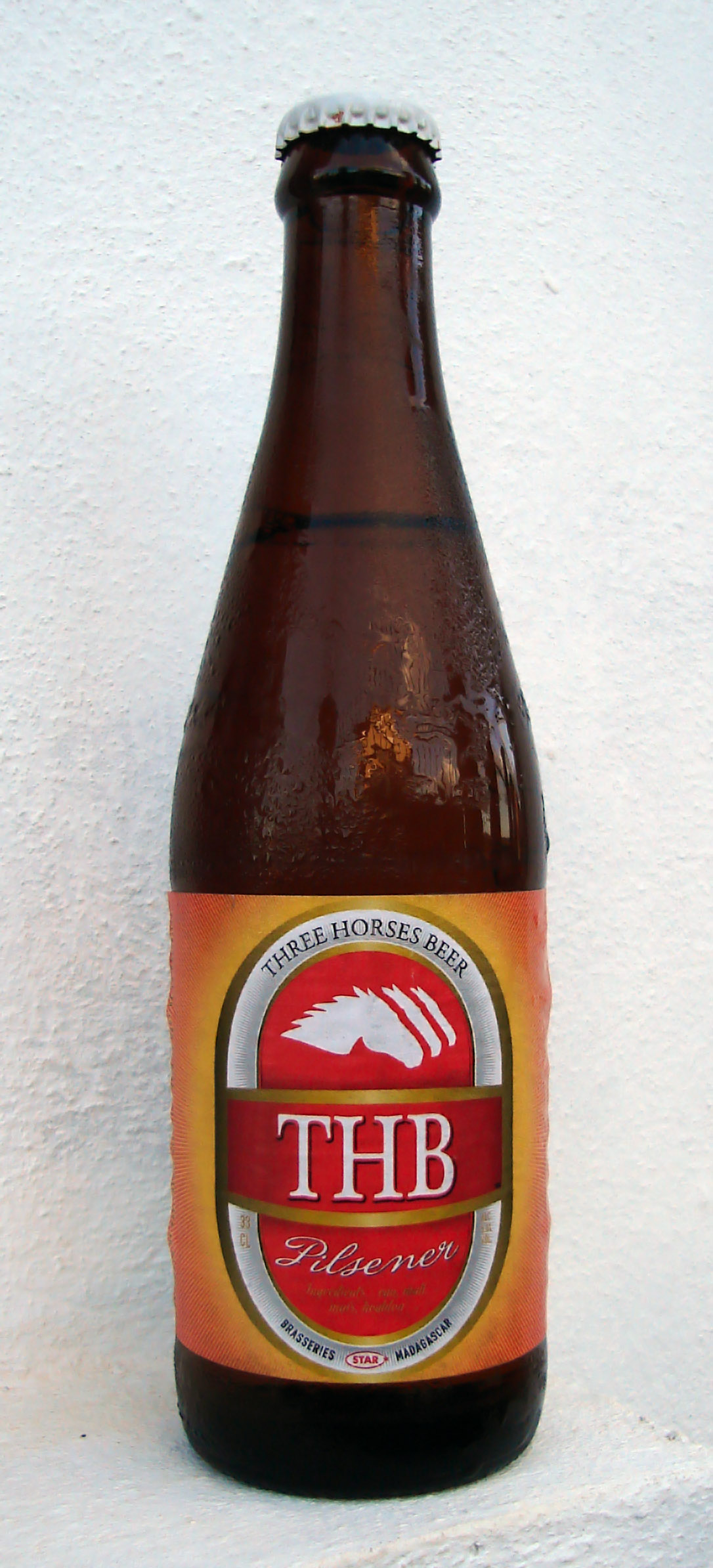
0,33 l Flasche mit neuem Logo (ab Mai 2011)